# Talara ornata
Talara ornata là một loài bướm đêm thuộc phân họ Arctiinae, họ Erebidae.